# Інсей
Інсей (院政, いんせい, «правління екс-Імператорів») — форма правління у традиційній Японії, започаткована у 1086 році, за якою керівництво Імператорським двором і країною здійснював Імператор у відставці, титулований Верховним Імператором. 
Інколи називається інститутом інсей або правлінням Імператорів-затворників.

## Короткі відомості
Інститут інсей існував з перервами від 1086 до 1840 року, і був остаточно скасований після реставрації Мейдзі. Він передбачав співіснування уряду Імператора Японії, як формального голови держави, і уряду Верховного Імператора Японії, як реального розпорядника державними справами. Зазвичай, Верховний Імператор Японії був батьком або прямим родичем Імператора по чоловічій лінії.
Верховний Імператор часто приймав буддистський постриг і називався Імператором-ченцем. Це освячувало його правління авторитетом буддизму.
Причиною постання системи інсей було бажання Імператорів Японії позбутися родинних зв'язків з аристократками і уникнути їхнього впливу, задля того щоб одноосібно керувати країною. У зв'язку з цим, у 1086 році Імператор Сіракава передав титул Імператора своєму сину і, відсторонивши від себе придворних з роду Фудзівара, прийняв титул Верховного Імператора (1087—1129). Він оголосив себе патроном малолітнього правителя і розпорядником усіх державних справ. Верховний Імператор мав свою резиденцію, відданих слуг і власну армію з самураїв. Використовуючи свій авторитет патріарха Імператорської родини, він спромігся призначати на Імператорський престол своїх дітей і онуків в обхід вимог двірцевої аристократії. Справу Сіракави продовжили його наступники: екс-Імператори Тоба (1129—1156) і Ґо-Сіракава (1158—1192).
Перемоги Верховних Імператорів у боротьбі з аристократами призвели до конфлікту з Імператорами, які відчували себе маріонетками в руках відставних патронів. Конфлікт інтересів батьків і синів Імператорського дому став причиною смути Хоґен 1156 року. Використання обома сторонами «служилого люду» — самураїв стало початком входження останніх у велику японську політику. У результаті ряду повстань і воєн інститут інсей втратив свій початкий потенціал, поступившись реальною владою самурайським диктаторам з роду Тайра, а згодом камакурським сьоґунам з роду Мінамото.
Часовий відрізок між 1086 і 1185 роком, під час якого інститут інсей мав політичну вагу в Японії, називають періодом інсей (院政時代).